# Eleanor Manning O'Connor

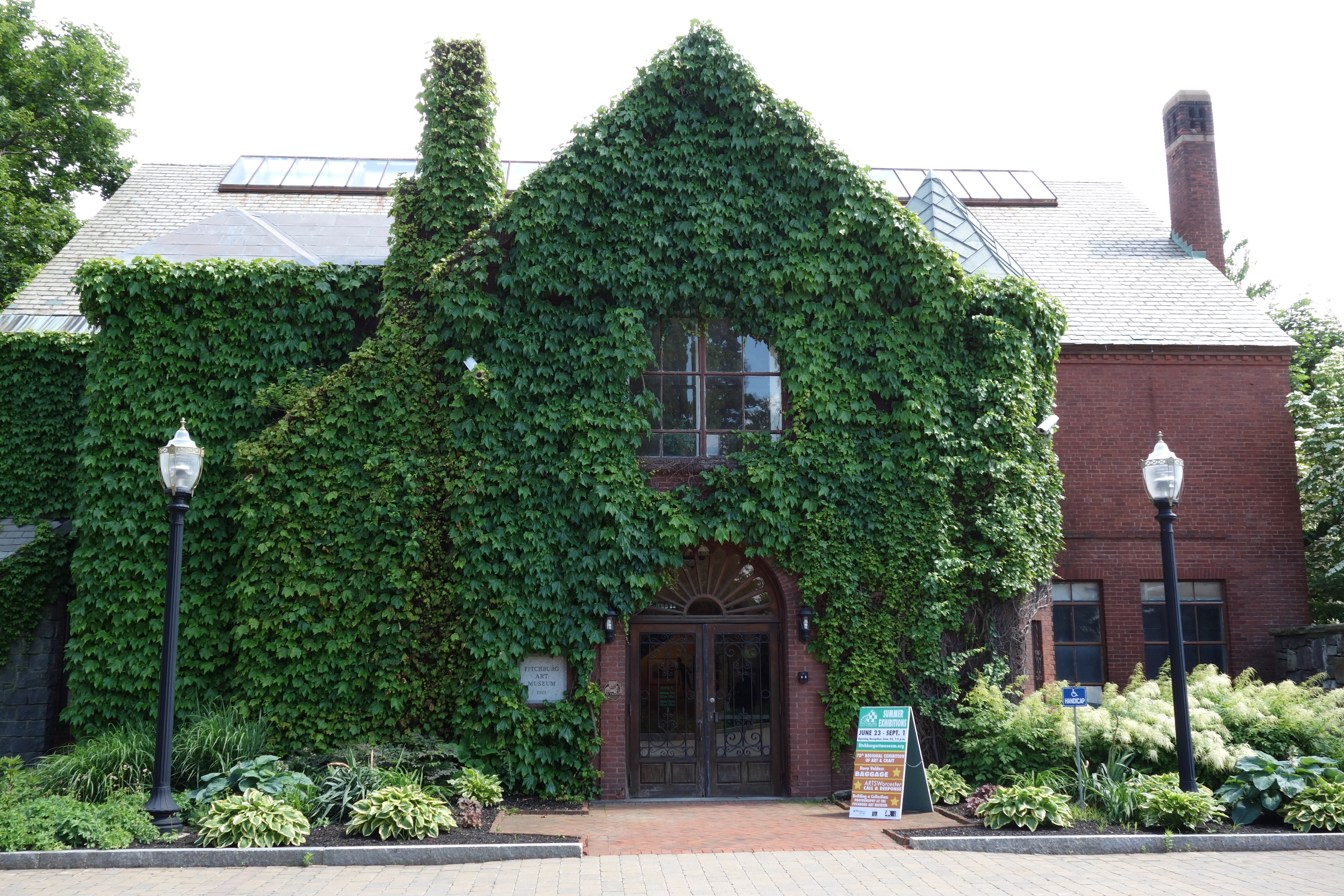
Fitchburg Art Museum, Worcester County, Massachusetts

Eleanor Manning O’Connor (1884-1973) fue una arquitecta estadounidense, una de las primeras en integrar un estudio formado solo por mujeres.

## Primeros años
Eleanor Manning O'Connor fue hija de los inmigrantes irlandeses Delia Josephine Grady y James Manning, un constructor de Lynn, Massachusetts. A los 9 años decidió que quería ser arquitecta. Asistió a la Lynn Classical High School y posteriormente estudió en el Instituto Tecnológico de Massachusetts donde se graduó en 1906. Su tesis se tituló "Design for a Country Residence."

## Trayectoria
Dos años después de su graduación, aceptó el puesto de dibujante en el estudio de otra arquitecta graduada en MIT, Lois Lilley Howe. En 1912 Manning se tomó una licencia y viajó por Europa con su asociada y compañera de estudios Eliza J. Newkirk Rogers, registrando los edificios que observaban con acuarelas. Acortó el viaje para aceptar el ofrecimiento de asociarse de Howe y se unió en la firma que denominaron Howe and Manning, cuarta firma de arquitectas (y posteriormente en 1926, Howe, Manning & Almy, Inc.).
Tenían sede en Boston y su trabajo se focalizó en el diseño y desarrollo de viviendas de pequeña escala para familias de ingreso medio. Si bien la pequeña escala surgía como un concepto nuevo en el espacio doméstico urbano (y generalmente se construían en entornos más alejados, como casas de veraneo) era también una necesidad impuesta por los procesos políticos y socioeconómicos a nivel mundial. Manning acuñó el término "renovising" para describir su trabajo.
La pintora Eleanor Norcross las contrató en 1924 para remodelar un establo y transformarlo en museo, donde actualmente funciona el Fitchburg Art Museum.
Durante los años 20 Manning trabajó con Lois Howe y otros arquitectos en Mariemont, un comunidad planificada en el condado de Hamilton, Ohio. En 1926 cuando Mary Almy se unió a la firma realizaron la casa para la madre la nueva socia que sirvió de residencia temporaria para el Gobernador Joseph Ely.
Una de sus mayores obras fue encargada al estudio por la Works Progress Administration o WPA para viviendas de bajo costo en un vecindario irlandés en South Boston. Se trata de un proyecto llamado Old Harbor Village construido entre 1933 y 1938 que constaba de 25 conjuntos de vivienda pública y que fue realizado por el grupo denominado los Seventeen Associated Architects. La obra consiste en edificios de departamentos de tres pisos y viviendas de dos que se distinguen por su apariencia residencial dentro de la atmósfera estéril de la mayoría de la vivienda pública.
Desde sus inicios hasta su disolución, la sociedad mantuvo un flujo constante de trabajo y se han documentado 426 encargos construidos. A pesar de sobrevivir a la Gran Depresión, la firma tuvo que cerrar sus puertas en 1937 después del retiro de Howe. Manning continuó en la práctica privada hasta 1959.
Manning era la socia más comprometida con los aspectos sociales y su participación se refleja en los detalles, la elección de los materiales y la atención por la proporción. Posteriormente Manning sirvió en numerosas comisiones de vivienda y consejos de la ciudad, del estado y de la nación.

## Reconocimientos
En 1923 fue designada miembro del American Institute of Architects.
En 1926, Howe, Manning & Almy ganaron el primer premio en la competencia de casas Cape Cod que había organizado la Cape Cod Real Estate Board con la casa para la madre de Almy. Esta vivienda fue una de las 10 elegidas por House Beautiful's Small House Competition. Los planos aparecieron en el número de mayo de 1929 y fueron exhibidos en todo Estados Unidos.
Los proyectos y construcciones de las arquitectas alcanzaron amplia difusión en ejemplares de revistas tales como McCall’s, Architecture y American Architect and Architecture.
Varias de las obras realizadas están catalogadas por el National Register of Historic Places.

## Docencia
Después de la Primera Guerra Mundial, Manning comenzó a dar clases en el Simmons College como Instructor especial de Arquitectura y luego de vivienda, puesto que mantuvo durante 50 años. También enseñó en el Pine Manor Junior College (1918-1936), en el Chamberlain School for Retailing y en el Garland College. Dictaba conferencias frecuentemente en el área de Nueva Inglaterra sobre su carrera.

## Activismo
Perteneció a la Asociación para el Sufragio de las Mujeres de Massachusetts.
En 1931, a los 47 años, Eleanor Manning se casó con el psicometrista, investigador y educador Johnson O'Connor, fundador de la Johnson O'Connor Research Foundation. En la fundación ella lideraba las causas de las mujeres y las alentó para avanzar en los campos de la ingeniería, la medicina y las ciencias, campos que están dominados por los hombres.

## Escritos
Entre los escritos realizados por Eleanor Manning se encuentran:
- Eleanor Manning, "Architecture as a Profession for Women", "Simmons Review", Simmons College, abril de 1934, 71-75
- Eleanor Manning, "Buildings for the National Welfare", National Altrusan, marzo de 1935.

## Legado
O'Connor murió en México en 1973 mientras investigaba a las culturas indígenas y fue enterrada junto a su esposo en Newport Beach, California.
Los escritos, planos, dibujos y fotografías de Howe, Manning & Almy Inc. se encuentran en los Archivos del MIT.